# Roman Domański
Roman Domański (ur. 9 sierpnia 1943) – polski inżynier, profesor nauk technicznych. Specjalizuje się w heliotechnice, źródłach i przetwarzaniu energii, termodynamice, wymianie ciepła, zastosowaniach informatyki w ochronie środowiska oraz odnawialnych źródłach energii.

## Życiorys
Absolwent VI Liceum Ogólnokształcącego im. Tadeusza Reytana w Warszawie (1961). W 1967 ukończył studia magisterskie na  Wydziale Mechanicznym Energetyki i Lotnictwa Politechniki Warszawskiej. W 1976 uzyskał doktorat, a w 1988 habilitację. Tytuł naukowy profesora nauk technicznych otrzymał w 1996. Swoje prace publikował m.in. w takich czasopismach jak „Applied Thermal Engineering”, „LogForum” oraz „Journal of Power Technologies”.
Profesor zwyczajny warszawskiego Instytutu Lotnictwa oraz Instytutu Techniki Cieplnej Wydziału Mechanicznego Energetyki i Lotnictwa Politechniki Warszawskiej. W latach 2000–2008 prorektor ds. nauki Wyższej Szkoły Techniczno-Ekonomicznej w Warszawie. Od 2010 profesor Wyższej Szkoły Ekologii i Zarządzania w Warszawie. Członek korespondent Towarzystwa Naukowego Warszawskiego, członek Komitetu Problemów Energetyki PAN oraz Komitetu Termodynamiki i Spalania PAN.
Autor i współautor ponad 250 publikacji, 12 opracowań monograficznych, 10 podręczników i skryptów. Promotor 15 doktoratów.

## Odznaczenia
- Medal Komisji Edukacji Narodowej[2]
- Krzyż Kawalerski Orderu Odrodzenia Polski[2]